# 张世平 (1954年)
张世平（1954年9月—），北京人，中华人民共和国政治人物，中华全国总工会原副主席、书记处书记，中华全国妇女联合会书记处书记、副主席，第十一、十二届全国政协委员。
2008年10月17日，中国工会十五大在北京开幕，大会选举她出任主席团委员。